# Терпеливість

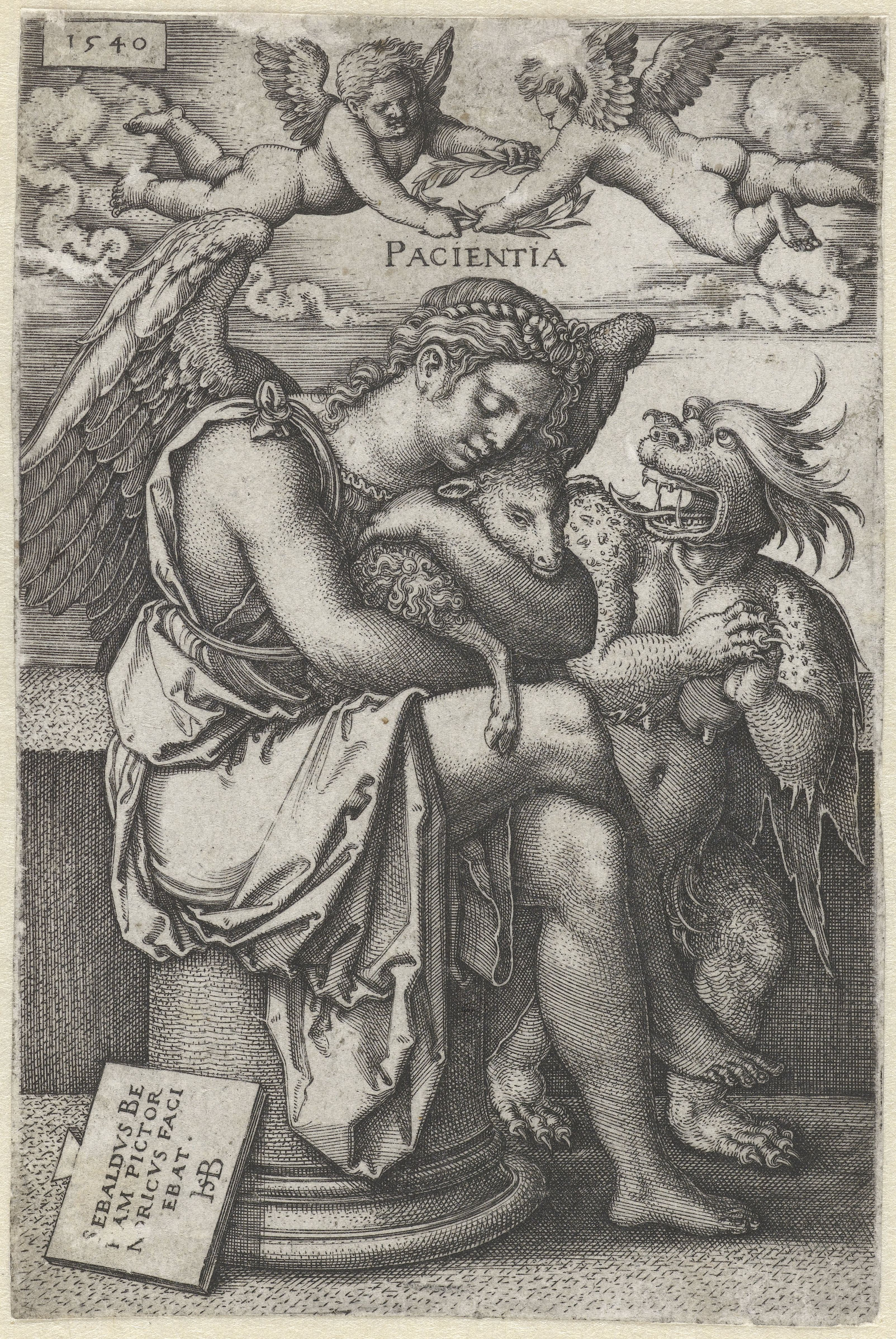
Терплячість, гравюра by Себальда Бегама,1540

Терплячість (церковнослов'янське: Терпінія, лат. patientia; англ. patience) — моральна якість та чеснота, проявляється, коли задля почесної та корисної справи переносимо добровільно труднощі. Терплячість допомагає не нарікати, коли хтось чи щось нас дратує.

## Терпеливість— християнська чеснота
Терпеливість — одна з дев'яти плодів Святого Духа. Терпеливість — чудова риса чеснота. Господь терпеливий не тому, що Він «поблажливий» до нас, але через те що Він бачить реально саму глибину речей, якої ми в своїй сліпоті недобачаємо і яка Йому відкрита. Чим більше ми наближаємося до Бога, тим стаємо терпеливіші, тим сильніше відображаємо в собі притаманне тільки Богові бережне ставлення, пошану до кожної окремої істоти.
Терпеливість стоїть природно за доброчесністю і смиренням.

## Терплячість— сила християн
У житті людини часто виникають труднощі. Щоб долати труднощі слід докладати зусиль, бо справжні труднощі не зникають відразу, миттєво, але тривають певний час, тому для їх подолання потрібно докладати зусиль і бути терплячим, перетерпіти ці труднощі з миром і любов'ю. А без терпіння людина буде поглинута бурею своїх пристрастей.
Отже, тому Христос говорить: «Терпінням вашим здобудете душі ваші» і «Царство Боже силою здобувається і хто вживає зусилля — входить до нього». (Див. О терпении[недоступне посилання з липня 2019])

## Цитати про терпеливість
- Демократія — це терпеливість до іншого і право кожного на життя і на свою думку. — Євген Сверстюк, Суворість демократії.

- «Знаю діла твої і труд твій і терпеливість твою, і що не можеш переносити злих; і ти випробував тих, що звуть себе апостолами, а не є ними, і знайшов їх ложними. І терпеливість маєш, і страдав ради Імени Мого, і не знемігся…» (Об'явлення св. Івана Богослова 2, 2-3).

- «...але ми хвалимось і в утисках, знаючи, що утиск виробляє терпеливість, терпеливість — досвід, а досвід — надію.» (Рим. 5:1-10)

- «Майте, брати мої, повну радість, коли впадаєте в усілякі випробовування, знаючи, що досвідчення вашої віри дає терпеливість. А терпеливість нехай має чин досконалий, щоб ви досконалі та бездоганні були, і недостачі ні в чому не мали.» (Якова, 1:2-4)

- На дорозі самозречення слід пам'ятати: терпеливість зродить пальму перемоги. У прямуванні до людської гідності є низка головних засад, які повинна опанувати українська молодь, тим більше молодь, котра готова стати на захист людини, на захист її здоров'я, — майбутній працівник медицини Дидра М. Бог, Церква і молодь: проповіді. Л., 1998.

- Скажімо, західна (волинська) спільнота характеризується переважанням таких рис, як терпеливість, толерантність, мрійливість та ін., тимчасом як південно-західній людності (Галичина) більш притаманні яскравий індивідуалізм, наполегливість, тенденція до лідерства. Адаптивний тип і українська ментальність, проект «Гуманітарний розвиток України», монографія «Українська політична нація: генеза, стан, перспективи»

- Терпіння — небесна риса — Джозеф Сміт

- Терпіння — це риса дарована нам самим Богом — Чернобай Микита